# بيكبو (مترو باريس)
بيكبو (بالفرنسية: Picpus)‏ هي محطة مترو تابعة لمترو باريس تقع في فرنسا في الدائرة الثانية عشرة في باريس.[بحاجة لمصدر]